# Мандаринка (риба)
 Мандаринка  (Synchiropus splendidus) — невелика, яскраво забарвлена риба з родини Піскаркових ряду окунеподібних.

## Екологія
Популярна як акваріумна рибка. Природне місце існування мандаринки — у західній частині Тихого океану на протяжності приблизно від островів Рюкю на південь до Австралії. Також цю рибку через схожість у морфології і поведінці іноді плутають з представниками родини бичкових і називають Бичковою мандаринкою. Інші її торгові назви «зелена мандаринка», «смугаста мандаринка» або «психоделічна рибка». Хоча нещодавно вчені відкрили вид риб під назвою психоделічна риба, який жодного стосунку не має до «мандаринки». Назва психоделічної мандаринки також використовується для позначення близькоспоріднених видів, яскравих представників Піскаркових Synchiropus picturatus.
Мандаринки є мешканцями рифів, обираючи захищені лагуни і прибережні рифи. Попри те, що вони плавають повільно і досить поширені у своєму ареалі, їх не легко спостерігати через придонний спосіб харчування і малі розміри (близько 6 см). Харчуються вони переважно ракоподібними та інші безхребетними. Назву «мандаринка» дали їм через надзвичайно яскраве забарвлення, що нагадує мантію імператорського китайського чиновника — мандарина.

## Акваріумне утримання
Незважаючи на свою популярність як акваріумної рибки, вважається, що мандаринок важко утримувати, тому що їх звички в харчуванні дуже специфічні. Деякі риби ніколи не пристосовуються до акваріумного життя, відмовляючись їсти будь-що крім живих сіноїдів і бокоплавів (як в природних умовах), хоча окремі особини звикають до акваріумного харчування та відрізняються великою витривалістю та високою стійкістю до таких хвороб, як іхтіофтіріоз. Вони не можуть захворіти іхтіофтіріозом, тому що не мають того типу шкіри, який зачіпає це поширене акваріумне захворювання.
Аналогічну до мандаринки назву має інша риба, правильно звана як китайський окунь, що є далеким родичем мандаринки.